# 노던 준주 의회
노던 준주 의회(영어: Northern Capital Territory Legislative Assembly)는 오스트레일리아 하원, 오스트레일리아 상원과 함께 오스트레일리아 의회를 구성하고 있다.